# تلمبة لوت أباد (كورك وناريتش)
تلمبة لوت أباد (بالإنجليزية: Tolombeh-ye Lutabad)‏ هي مستوطنة تقع في إيران في البلدة المركزية.